# Honschaft Einbrungen
Die Honschaft Einbrungen war vom Mittelalter bis in das 19. Jahrhundert hinein eine von 11 Honschaften im Hauptgericht Kreuzberg des Amtes Angermund im Herzogtum Berg. Das Gebiet der Honschaft liegt heute in der nordrhein-westfälischen Stadt Düsseldorf, Stadtteil Wittlaer.
Im Zuge einer Verwaltungsreform innerhalb des Großherzogtums Berg wurde 1808 die Bürgermeisterei Kaiserswerth gebildet. Die Honschaft Einbrungen bildete im 19. Jahrhundert daraufhin zusammen mit der Honschaft Wittlaer die Spezialgemeinde Einbrungen und Wittlaer in der bergischen Bürgermeisterei Kaiserswerth im Landkreis Düsseldorf des Regierungsbezirks Düsseldorf innerhalb der preußischen Rheinprovinz. Laut der Statistik und Topographie des Regierungsbezirks Düsseldorf von 1832 gehörten zu der Spezialgemeinde Einbrungen und Wittlaer das Dorf Einbrungen, das Rittergut Kaldenberg, der Tagelöhner-Wohnplatz Kaldenweier, der Wohnplatz Knapsack, das Kirchdorf Wittlaer, das Rittergut Großwinckelhausen, der Ackerhof Kleinwinckelhausen, der Verloerhof, der Tagelöhner-Wohnplatz Dickenbusch, das Wirtshaus am Jägers und die Winkelhauser Mühle (originale Schreibweise).
Ab 1930 gehörte Einbrungen zum Amt Ratingen-Land im Kreis Düsseldorf-Mettmann. Am 1. Januar 1975 wurde Einbrungen zusammen mit Angermund, Wittlaer, Bockum und Kalkum nach Düsseldorf eingemeindet.